# Mercury Turnpike Cruiser
La Turnpike Cruiser è un'autovettura full-size prodotta dalla Mercury dal 1957 al 1958. Il motore era installato anteriormente, e la trazione era posteriore. Il cambio era automatico a tre rapporti, mentre il telaio era separato.

## Storia

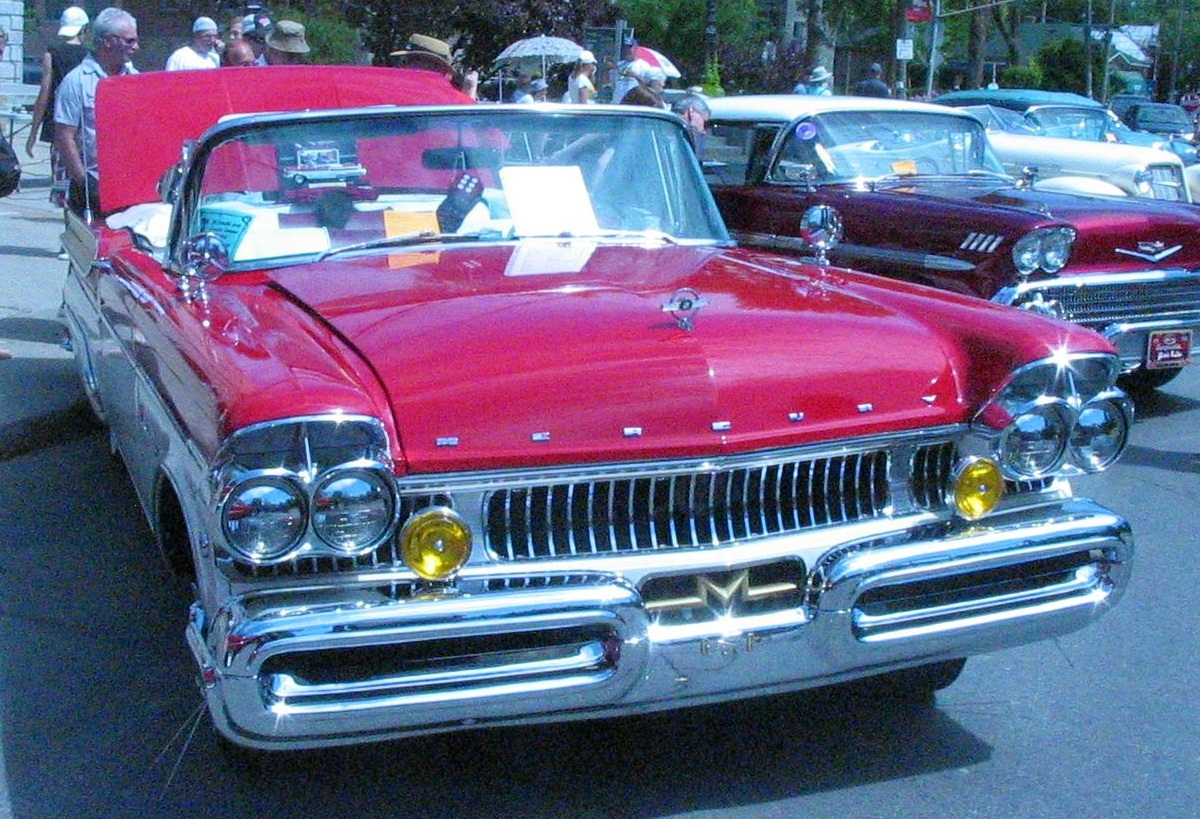
Una Mercury Turnpike Cruiser cabriolet del 1957

La Turnpike Cruiser è stata offerta in tre versioni: berlina quattro porte, coupé due porte e cabriolet due porte. Un esemplare di quest'ultima fu la safety car alla 500 Miglia di Indianapolis del 1957. Al debutto erano disponibili solo le prime due versioni citate. La Turnpike Cruiser era dotata del lunotto "Breezeway" (ovvero di un vetro posteriore che era inclinato al contrario e che poteva essere abbassato), di due prese d’aria posizionate sul parabrezza e di sedili regolabili elettricamente. Inoltre, erano disponibili il contagiri ed un sintetizzatore vocale che avvisava il conducente sulla velocità media tenuta nell'ultimo viaggio. Tra l'equipaggiamento di sicurezza, erano disponibili il volante a calice, la chiusura di sicurezza delle portiere, le cinture di sicurezza ed il cruscotto imbottito. Solo nel 1957, il modello fu la vettura ammiraglia della gamma Mercury.
La Turnpike Cruiser, al debutto, era offerta con un V8 da 6 L di cilindrata che erogava 290 CV di potenza. Sulle altre Mercury, questo propulsore era offerto tra le opzioni. Nel 1957, le vendite della Turnpike Cruiser coprirono il 8,47% delle vendite totali della Mercury. Alla Turnpike Cruiser del 1957, la rivista Motor Trend diede alti punteggi per i consumi di carburante ma una bassa votazione per quanto riguarda la guidabilità. Alla fine del model year 1957, fu prodotta la versione cabriolet due porte. Venne costruita per essere utilizzata come safety car alla 500 Miglia di Indianapolis. Il 7 gennaio 1957 fu annunciato che questa versione sarebbe entrata anche in produzione di serie, e questo proposito ebbe poi seguito. Tutte le Turnpike Cruiser ebbero in dotazione le Continental tires.
Nel 1958 la Turnpike Cruiser fu affiancata alla Montclair nella linea delle vetture Mercury di media gamma. Nell'anno in oggetto vennero eseguiti cambiamenti minori. La versione cabriolet fu tolta dal mercato. Il motore offerto di serie fu un V8 da 6,3 L, mentre tra le opzioni era disponibile un V8 da 7 L. Di quest'ultimo, era anche offerta una versione ad alte prestazioni.
La Turnpike Cruiser è stata tolta dai mercati nel 1959. Comunque, dal 1963 al 1966, il nome Turnpike Cruiser rivisse, nella gamma Mercury, associato alle versioni della Monterey, della Montclair e della Park Lane che avevano in dotazione il lunotto "Breezeway".